# Sucesión al trono de Mónaco

Escudo de armas de la casa de Grimaldi.

La línea sucesoria del principado de Mónaco está actualmente regulada por la Ley Principesca 1.249 del 2 de abril de 2002.
En la actualidad, la dinastía reinante en Mónaco es la familia Grimaldi, cuyo jefe es, el príncipe Alberto II de Mónaco.

## Elegibilidad
Según la constitución de Mónaco, los derechos dinásticos se transmiten en orden de primogenitura, teniendo preferencia los varones sobre las mujeres en el mismo grado de parentesco. En el caso de que el monarca no tenga descendientes legítimos, la sucesión recae sobre sus hermanos, en orden de primogenitura y con preferencia del varón; y los hijos de estos.
Solamente los descendientes del monarca reinante, así como los hermanos del monarca y sus hijos, que se hayan casado con el consentimiento de éste, y que sean ciudadanos monegascos les corresponden derechos dinásticos. Los niños nacidos a raíz de adulterio o relaciones extramatrimoniales quedan excluidos de la línea sucesoria. 
Una persona que obtenga los derechos dinásticos por nacimiento, pero que se case sin el permiso expreso del monarca pierde sus derechos sucesorios. Estos pueden ser recuperados si el matrimonio termina antes de la muerte o abdicación del monarca reinante.

### Reforma de 2002
En 2002, la constitución monegasca fue modificada por el príncipe Raniero para rebajar la edad de sucesión a los 18 años. Además, se retiró de los derechos sucesorios a hijos adoptivos, que si se contemplaban en la constitución de 1918.
En la reforma, se especificó que la sucesión recaía sobre descendientes legítimos del anterior príncipe. En la antigua constitución se declaraba específicamente que los derechos solamente se transmitían a los hijos del monarca. Por lo tanto, el caso de que un monarca falleciese sin tener descendientes legítimos, ni sus hermanos ni los hijos de estos tendrían derecho a subir al trono. Así pues, se dotó de derechos sucesorios a las princesas Carolina y Estefanía, y a los hijos de estas que hubiesen nacido en el matrimonio; por ser estas descendientes directas del entonces monarca.

## Línea de sucesión
La siguiente lista incluye solamente a aquellas personas elegibles para acceder al trono y los niños ilegítimos que podrían ser introducidos en la línea sucesoria en el caso de que sus padres se casaran.
- Raniero III de Mónaco (1923-2005).
  -  Alberto II de Mónaco (n. 1958).
    - Jazmin Grimaldi (n. 1992) - excluida de la sucesión al nacer fuera del matrimonio.
    - Alexandre Grimaldi-Coste (n. 2003) - excluido de la sucesión al nacer fuera del matrimonio.
    - (1) Jaime de Mónaco (n. 2014).
    - (2) Gabriela de Mónaco (n. 2014).

  - (3) Carolina de Mónaco (n. 1957).
    - (4) Andrea Casiraghi (n. 1984).
      - (5) Alexandre Casiraghi (n. 2013).
      - (6) Maximilian Casiraghi (n. 2018).
      - (7) India Casiraghi (n. 2015).

    - (8) Pierre Casiraghi (n. 1987).
      - (9) Stéfano Casiraghi (n. 2017).
      - (10) Francesco Casiraghi (n. 2018).

    - (11) Carlota Casiraghi (n. 1986).
      - Raphaël Elmaleh (n. 2013).
      - (12) Balthazar Rassam (n. 2018).

    - (13) Alejandra de Hanover (n. 1999).

  - (14) Estefanía de Mónaco (n. 1965).
    - (15) Louis Ducruet (n. 1992).
    - (16) Pauline Ducruet (n. 1994).
    - Camille Gottlieb (n. 1998).

## Otros datos
- Actualmente, Mónaco, España y Liechtenstein, son las únicas casas reales europeas donde los hombres tienen preferencia sobre las mujeres en la línea sucesoria.[7]
- Los hijos nacidos antes del matrimonio son incluidos en la línea sucesoria en el momento en que sus padres contraigan matrimonio. El código civil monegasco, al igual que el francés, dota a los hijos de completa legitimidad en el momento del matrimonio de sus padres. Así pues, los dos hijos mayores de la princesa Estefanía (Louis y Paulina Ducruet), están incluidos en la línea sucesoria ya que sus padres los legitimaron al casarse.[8] También Alexandre Casiraghi fue incluido en la línea sucesoria tras el matrimonio de sus padres; pues cuando nació estos no estaban casados.[9]
- A finales de 2014, cuando se reveló que la princesa Charlene estaba embarazada de mellizos o gemelos, surgieron las dudas sobre quién sería el heredero al trono.[10] Fue el mismo Alberto el que aclaró la incertidumbre al declarar que en el caso de que fuesen dos varones o dos mujeres, el título de príncipe o princesa heredera recaería sobre el naciese primero. En el caso de que fuesen un varón y una mujer, el heredero sería el varón, independientemente del orden de nacimiento.[11]
- En julio de 2005, el príncipe Alberto reconoció la paternidad de Alexandre Grimaldi, fruto de una relación con la azafata togolesa Nicole Coste en 2003. En julio de 2006, Alberto reconoció como hija a Jazmin Grimaldi, nacida en 1992 tras un romance con la estadounidense Tamara Rotolo. Ambos, son hijos ilegítimos por no ser hijos de matrimonio y, por lo tanto, no tienen derechos dinásticos. Aun así, al haber sido reconocidos, sí que están incluidos en el testamento del príncipe.[12]